# How Long, How Long Blues
How Long, How Long Blues – popularna bluesowa piosenka napisana przez Leroya Carra. Carr nagrał ją wraz z gitarzystą Scrapperem Blackwellem w 1928 roku.
Mimo iż za autora piosenki uznaje się Leroya Carra, prawdopodobnie istniała ona jeszcze przed 1928 rokiem. Niektóre źródła podają bowiem, że wcześniej wykonywali ją Ida Cox i Papa Charlie Jackson; Ida Cox nagrała utwór pod tytułem „How Long Daddy, How Long” w roku 1925.
Własne wersje piosenki stworzyło wielu artystów, wśród których byli m.in.: B.B. King, Ray Charles, Jimmy Reed i Eric Clapton.